# 金斯利 (愛荷華州)
金斯利（英語：Kingsley）是一個位於美國愛荷華州普利茅斯縣的城市。

## 地理
金斯利的座標為41°35′21″N 95°58′06″W / 41.58917°N 95.96833°W，而該地的平均海拔高度為383米（即1257英尺）。

## 人口
根據2010年美國人口普查的數據，金斯利的面積為4.17平方千米，當中陸地面積為4.17平方千米，而水域面積為0.00平方千米。當地共有人口1411人，而人口密度為每平方千米338人。